# Németh Gábor (plébános)
Németh Gábor (Tárkány, 1870. november 5. – Pula, 1945. március 26.) nagyvázsonyi katolikus plébános, történész, Kinizsi Pál neves kutatója. Leghíresebb műve 1901-ben jelent meg Veszprémben Adatok Nagyvázsony történetéből címmel, amely a mai napig meghatározó mű Nagyvázsony és környékének, valamint Kinizsi Pál személyének a kutatásában.